# Pulau Jagung
Pulau Jagung är en ö i Indonesien.   Den ligger i provinsen Kepulauan Riau, i den västra delen av landet, 900 km norr om huvudstaden Jakarta. Arean är 0,38 kvadratkilometer.
Terrängen på Pulau Jagung är mycket platt. Öns högsta punkt är 11 meter över havet. Den sträcker sig 0,9 kilometer i nord-sydlig riktning, och 0,6 kilometer i öst-västlig riktning.  Omgivningarna runt Pulau Jagung är en mosaik av jordbruksmark och naturlig växtlighet.